# Polowa
Polowa [pronunciación en polaco: /pɔˈlɔva/] es una aldea ubicada en el distrito administrativo de Gmina Szczerców, dentro del condado de Bełchatów, voivodato de Łódź, en el centro de Polonia. Se encuentra a unos 4 kilómetros al suroeste de Szczerców, a 22 kilómetros al oeste de Bełchatów, y a 59 kilómetros al suroeste de la capital regional Łódź.
El pueblo tiene una población de 160 habitantes.